# Порт-оф-Спейн
Порт-оф-Спейн (англ. Port of Spain, дос. «Порт Іспанії») — столиця, головний порт і торговий центр держави Тринідад і Тобаго, розташований на північно-західному узбережжі острова Тринідад. Постійне населення міста — близько 49 тисяч, тоді як кількість людей у місті в робочий день досягає 250 тисяч.

## Природні умови
Порт-оф-Спейн знаходиться в північно-західній частині острова Тринідад, що належить до групи Малих Антильських островів. Місто розташоване на березі затоки Парія Карибського моря.

### Клімат
Місто знаходиться у зоні, котра характеризується мусонним кліматом. Найтепліший місяць — травень із середньою температурою 27.8 °C (82 °F). Найхолодніший місяць — січень, із середньою температурою 25.6 °С (78 °F).
| Клімат Порт-оф-Спейна   | Клімат Порт-оф-Спейна | Клімат Порт-оф-Спейна | Клімат Порт-оф-Спейна | Клімат Порт-оф-Спейна | Клімат Порт-оф-Спейна | Клімат Порт-оф-Спейна | Клімат Порт-оф-Спейна | Клімат Порт-оф-Спейна | Клімат Порт-оф-Спейна | Клімат Порт-оф-Спейна | Клімат Порт-оф-Спейна | Клімат Порт-оф-Спейна | Клімат Порт-оф-Спейна |
| Показник                | Січ.                  | Лют.                  | Бер.                  | Квіт.                 | Трав.                 | Черв.                 | Лип.                  | Серп.                 | Вер.                  | Жовт.                 | Лист.                 | Груд.                 | Рік                   |
| Абсолютний максимум, °C | 32                    | 35                    | 35                    | 33                    | 35                    | 33                    | 32                    | 33                    | 36                    | 36                    | 33                    | 32                    | 36                    |
| Середній максимум, °C   | 29                    | 30                    | 30                    | 31                    | 31                    | 30                    | 30                    | 31                    | 31                    | 30                    | 30                    | 29                    | 30                    |
| Середня температура, °C | 25                    | 26                    | 26                    | 27                    | 27                    | 27                    | 27                    | 27                    | 27                    | 27                    | 26                    | 26                    | 26                    |
| Середній мінімум, °C    | 21                    | 21                    | 22                    | 23                    | 23                    | 23                    | 23                    | 23                    | 23                    | 23                    | 23                    | 22                    | 22                    |
| Абсолютний мінімум, °C  | 16                    | 17                    | 17                    | 17                    | 20                    | 20                    | 20                    | 21                    | 20                    | 20                    | 18                    | 17                    | 16                    |
| Норма опадів, мм        | 70                    | 40                    | 30                    | 40                    | 110                   | 250                   | 240                   | 230                   | 180                   | 170                   | 190                   | 140                   | 1770                  |
| ----------------------- | --------------------- | --------------------- | --------------------- | --------------------- | --------------------- | --------------------- | --------------------- | --------------------- | --------------------- | --------------------- | --------------------- | --------------------- | --------------------- |
| Джерело: Weatherbase    |                       |                       |                       |                       |                       |                       |                       |                       |                       |                       |                       |                       |                       |

Природна рослинність представлена сандаловим деревом, кипарисом, фустиком, у прибережних районах є ділянки мангрових зарощів. У межах міста і його околиць зустрічається безліч видів тропічних птахів, що відрізняються незвичайно яскравим оперенням. Зокрема, тут живе близько 40 видів колібрі. У прибережній зоні поширені черепахи, змії (боа, списоподібна змія й інші), ящірки. У водах затоки Парія — є багато різних видів риб.

## Населення, мова та віра
Чисельність населення в Порт-оф-Спейн складає більш 50 тисяч чоловік. Етнічна більшість столиці — негри, креоли та пакистанці. У місті проживає також незначне число китайців і європейців.
Державна мова — англійська. Поширені також іспанська, хінді і патуа (креольська, виникла на основі французької). Значна частина віруючого населення столиці (більш 70 %) — християни (католики і протестанти), є також прихильники індуїзму і буддизму.

## Історія міста
Порт-оф-Спейн був закладений іспанцями в 1595 році на місці індійського поселення Конкерабіа й перейменований в Puerto de España. У 1783—1796 роках Конкерабія стала адміністративним центром іспанського колоніального володіння на острові Тринідад.
Нова назва — Порт-оф-Спейн (у перекладі з англійської «іспанський порт») — місто отримало вже в 1797році, коли було приєднане до територіальних володінь Британії. Офіційне англійське панування в місті було затверджено після підписання Ам'єнського договору в 1802 році. В околицях Порт-оф-Спейна на багатих родючих ґрунтах росли великі плантації цукрового очерету, на яких працювали чорношкірі раби. Після скасування рабства в 1830-х роках у місті почав відчуватися гострий брак робочої сили внаслідок міграції великої кількості колишніх невільників в інші регіони Америки. У середині XIX століття в Порт-оф-Спейн стали прибувати наймані робітники з Британської Індії (сучасні Індія, Пакистан і Бангладеш), а потім португальські переселенці, які рятувалися від голоду на Мадейрі. У 1850-х у місті з'явилися й іммігранти з Китаю. У період правління Великої Британії на острові почали розроблятися родовища природного асфальту, що дуже ефективно застосовувався на судноверфі Порт-оф-Спейн для обробки дерев'яних корпусів морських суден. Разом з тим у часи правління британців у місті інтенсивно розвивалася морська торгівля і велося прокладання доріг.
Із середини XIX століття Порт-оф-Спейн став центром національно-визвольного руху; тут періодично зароджувалися масові виступи народу проти колонізаторської політики британської влади. Особливо гостро ця боротьба розгорілася в 1930—1940-х роках. Народні хвилювання майже припинилися після проведення ряду економічних і політичних реформ. У 1946 року для жителів Порт-оф-Спейна, як і для всього іншого населення островів Тринідад і Тобаго (останній увійшов до складу єдиної колонії в 1889 році), було засновано загальне виборче право.
У 1958—1962 роках Тринідад і Тобаго був частиною Вест-індської Федерації, а Порт-оф-Спейн зберігав статус колоніального адміністративного центра. Після проголошення незалежності держави Тринідад і Тобаго в серпні 1962 року Порт-оф-Спейн був оголошений його столицею. У серпні 1976 року країна отримала республіканський статус, і столицею новообраної Республіки Тринідад і Тобаго став Порт-оф-Спейн. В наш час[коли?] у місті знаходяться резиденції президента й уряду республіки. В останні роки в Порт-оф-Спейні успішно реалізується план фінансово-економічного розвитку міста і ведеться будівництво нових промислових підприємств, покликаних забезпечити значну кількість робочих місць для жителів міста.

## Сучасність
Розвинена металообробка, харчова, цементна, текстильна промисловість. Тут виготовляють спиртні напої, будівельні матеріали, хімікати, тютюнові вироби й вироби із пластмаси, працює верф. У 25 кілометрах на схід від міста знаходиться міжнародний аеропорт Пьярко.
Свій внесок в економіку міста робить туризм. Національний музей, національний архів і художня галерея приваблюють туристів, що цікавляться історією й мистецтвом островів. У центрі шумного міста розташований Королівський ботанічний сад.
Також інтерес представляють англіканський і католицький собори XIX століття.
У Порт-оф-Спейн знаходиться університет Вест-Індії.

## Відомі особистості
- Стівен Пресфілд (* 1943) — американський письменник та сценарист.
- Нікі Мінаж (* 1982) —американська співачка

## Галерея

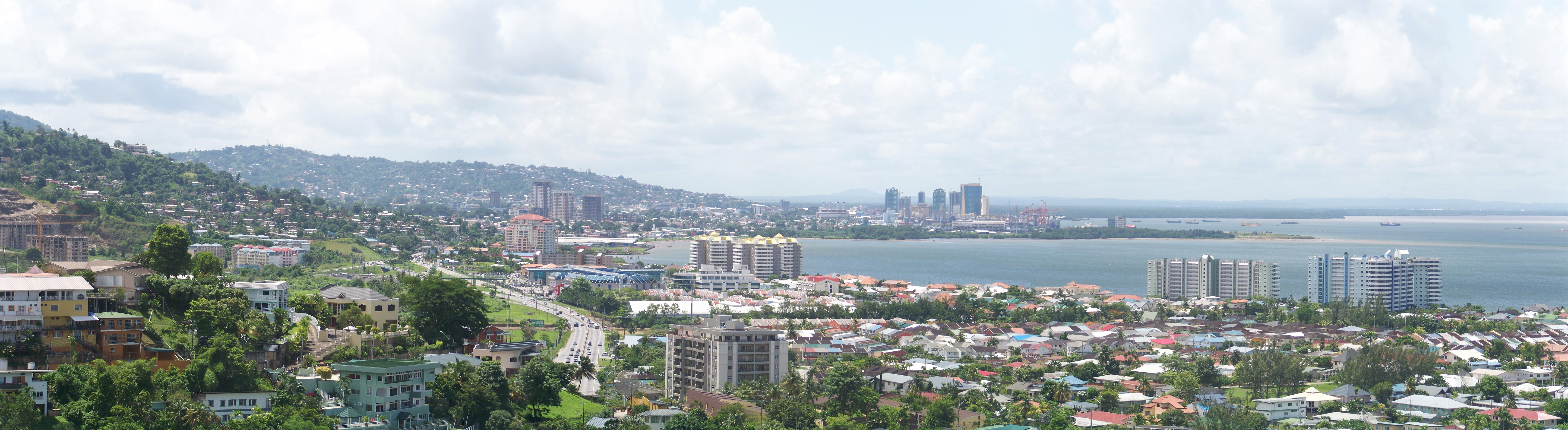
Порт-оф-Спейн, 2008

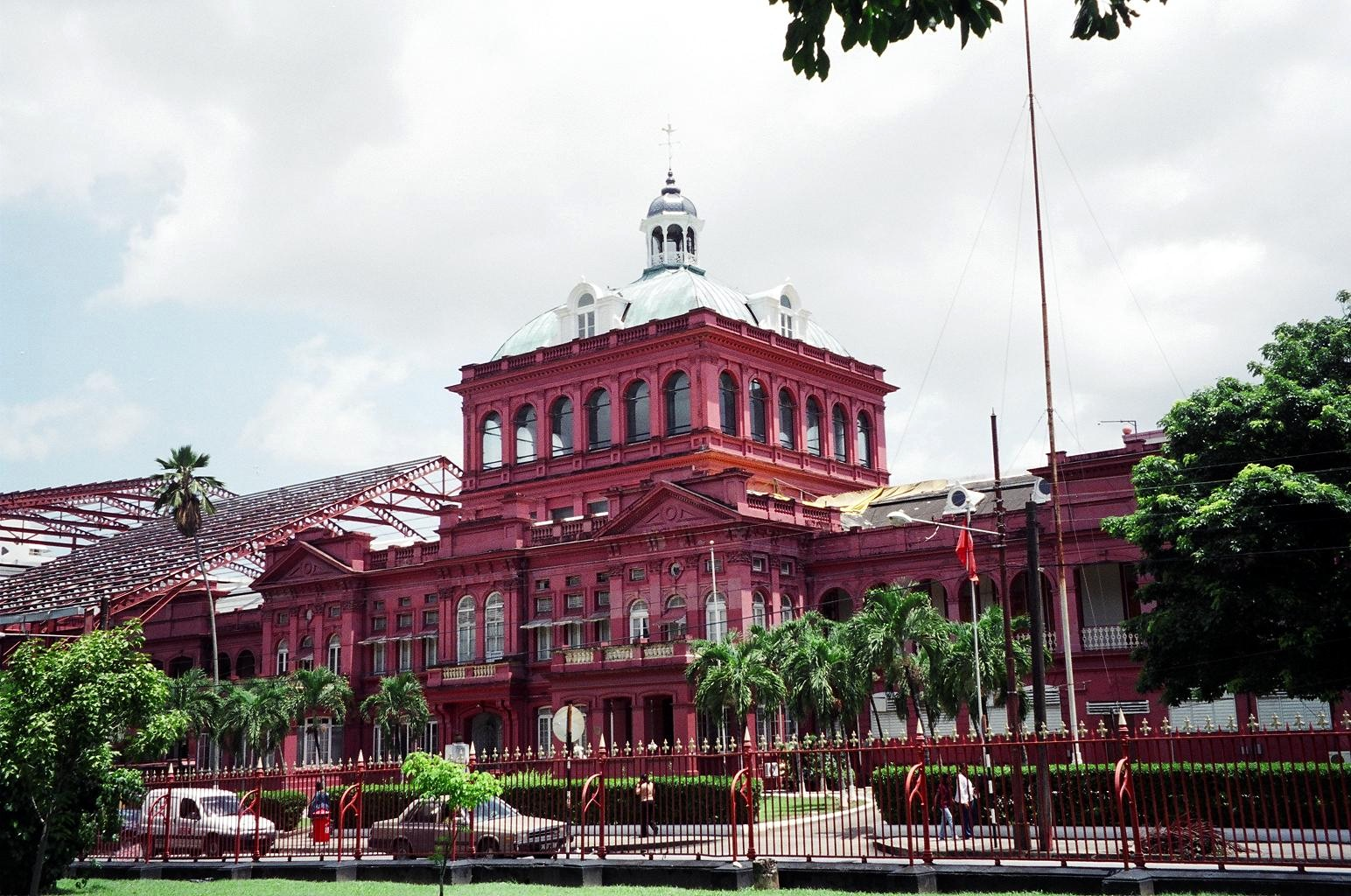
«Червоний будинок» — парламент країни
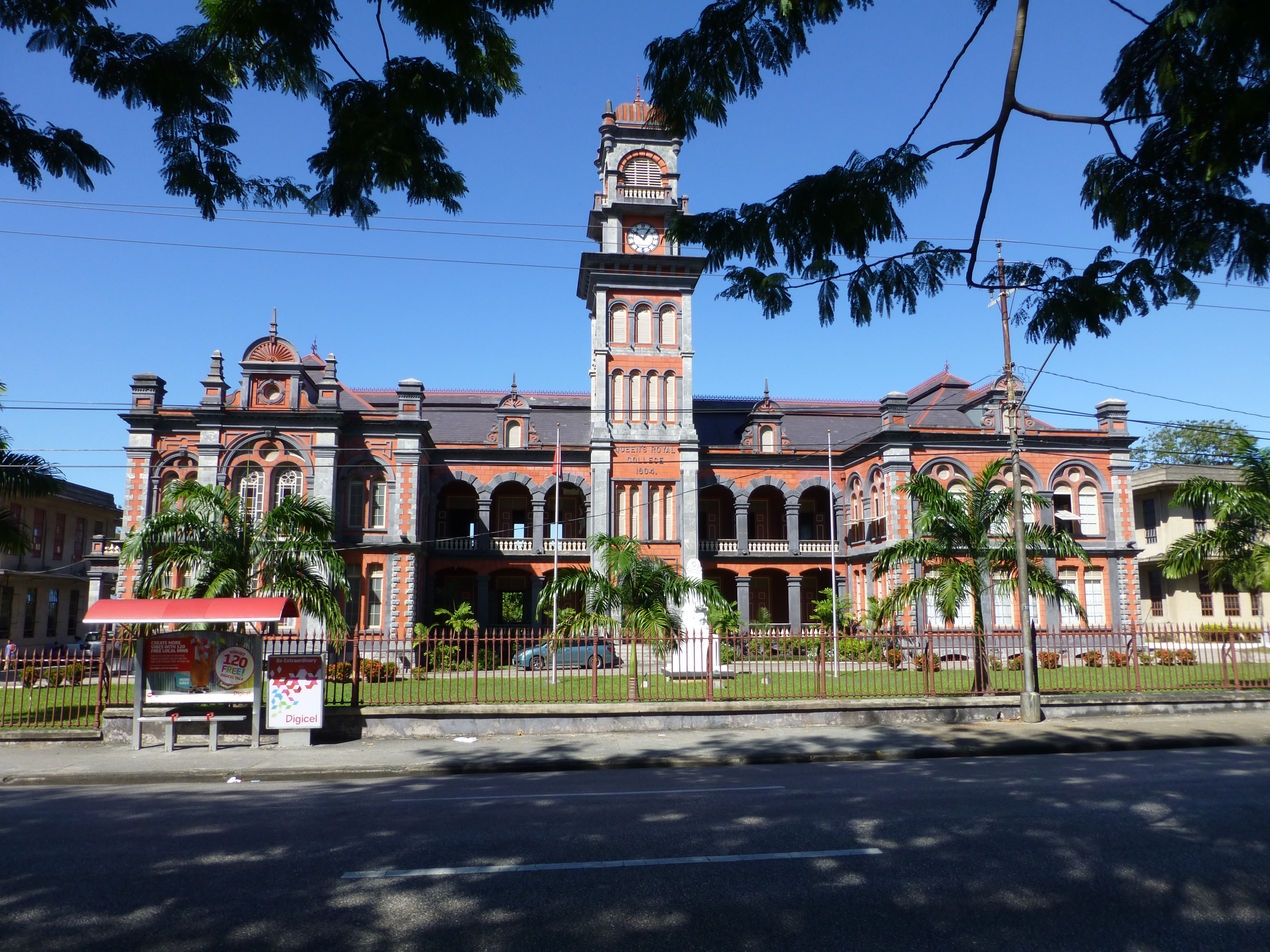
Королівський коледж
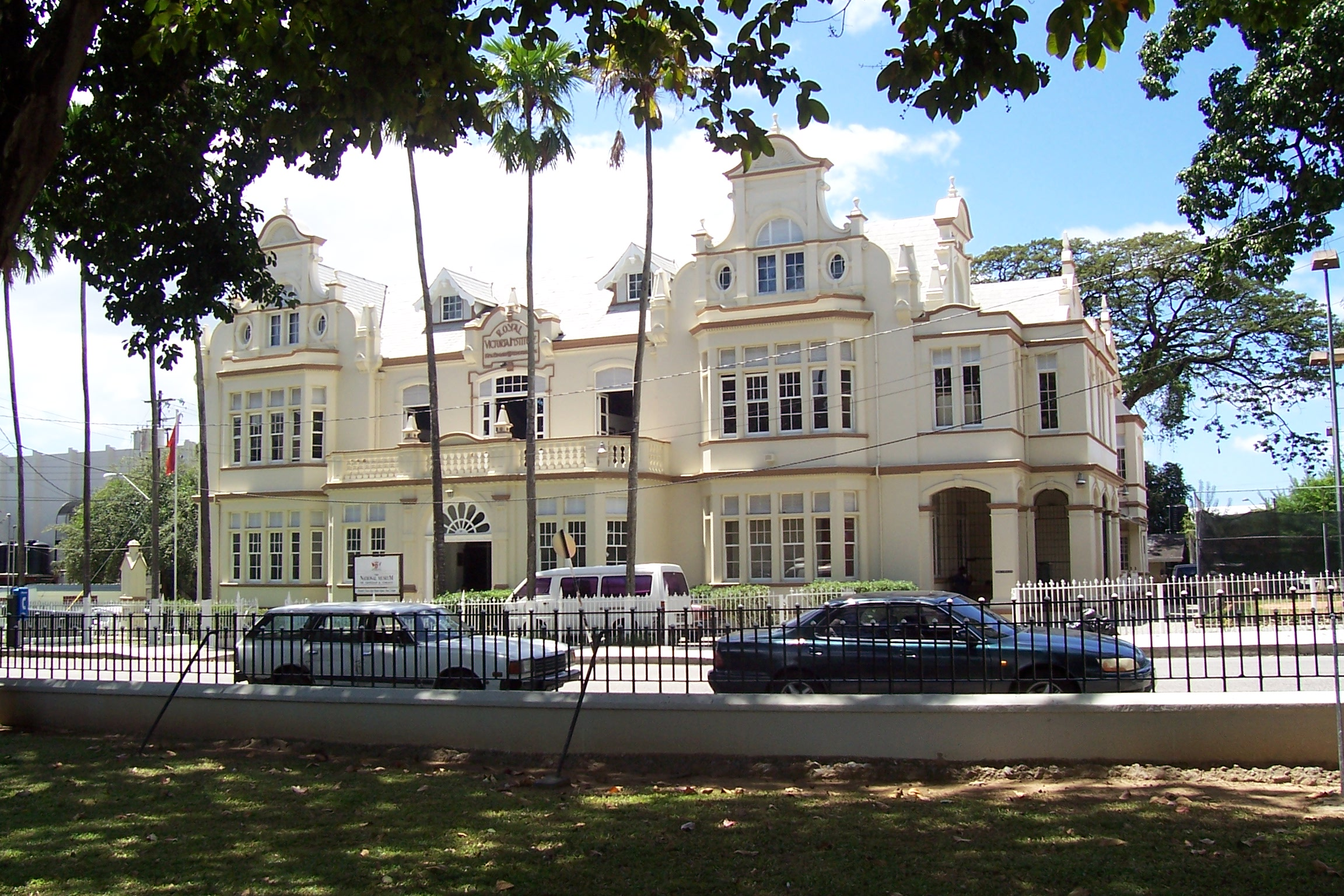
Національний музей
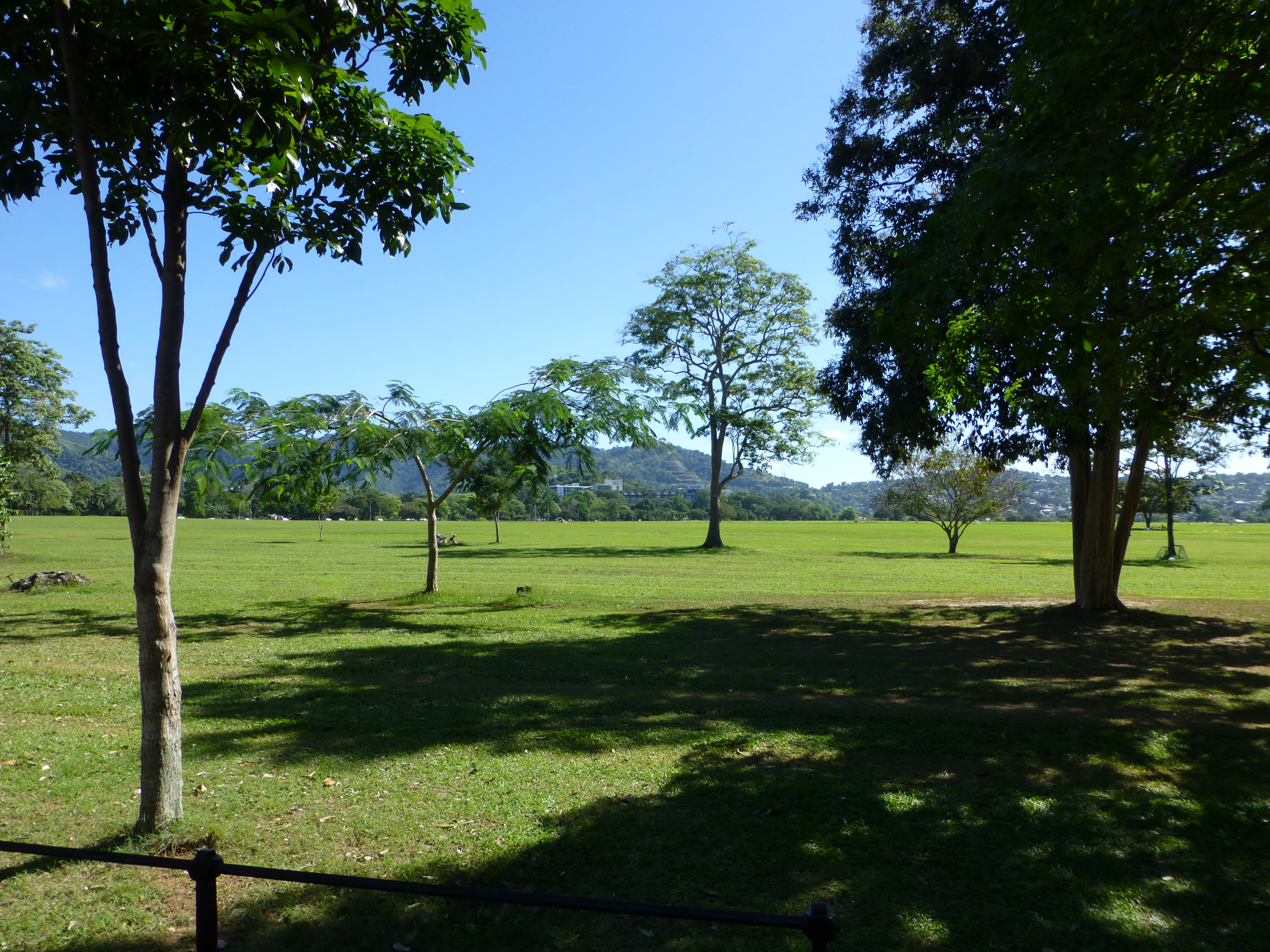
Парк Саванна
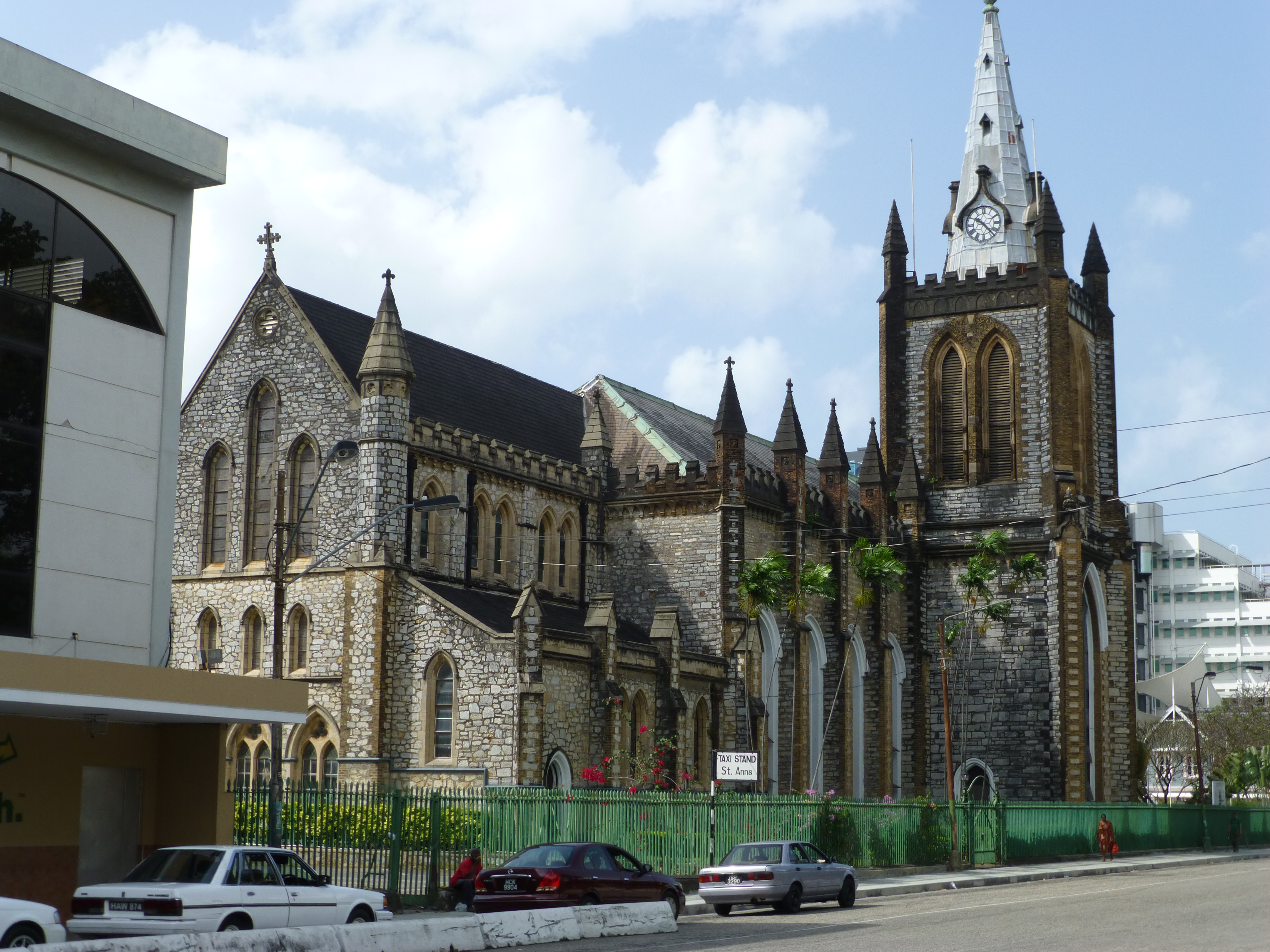
Собор Святої Трійці

## Міста побратими
- США, Аталанта
- Канада, Санта-Катаріна